# 불타오르네
〈불타오르네 (FIRE)〉는 방탄소년단의 두 번째 리패키지 음반 《화양연화 Young Forever》의 타이틀 곡이다. 2016년 5월 2일에 발표하였다.

## 차트
| 차트                               | 최고순위 |
| ---------------------------------- | -------- |
| 가온 주간 디지털 차트              | 7        |
| 가온 주간 다운로드 차트            | 9        |
| 가온 주간 스트리밍 차트            | 21       |
| 가온 주간 BGM 차트                 | 9        |
| 가온 주간 모바일 차트 (벨소리)     | 31       |
| 가온 주간 모바일 차트 (통화연결음) | 35       |
| 음악 프로그램                      | 순위     |
| 엠카운트다운                       | 1        |
| 뮤직뱅크 K-Chart                   | 1        |
| 인기가요                           | 1        |